# Electric Suzy
Electric Suzy är en singelskiva av Backyard Babies från 1994 utgiven på Megarock Records. Electric Suzy och Shame är även med på debutalbumet Diesel and Power, som släpptes senare samma år.

## Låtlista
1. Electric Suzy
2. Shame
3. Lies
4. Taxi Driver (Live)